# Chanqueahue
Chanqueahue es una localidad chilena perteneciente a la comuna de Rengo, en la región de O'Higgins. Está situada a 5 km al oriente de la ciudad de Rengo, y cuenta con una población de 1.791 habitantes en 2017.
Es una zona rural de la comuna, en donde destacan sus casas patronales, como las de los fundos La Ariana, La Capilla, El Quillay y San José de Urquiza, y la casa del exgobernador Luis Urbina. También son conocidas las Termas de Chanqueahue, que cuentan con una serie de servicios que son aprovechados por habitantes locales además de algunos turistas de otros sectores del país que esporádicamente llegan a esta zona. Sus fuentes de agua mineral son extraídas y embotelladas por The Coca Cola Company, con la marca agua mineral Vital de Chanqueahue.

## Termas de Chanqueahue
Las termas de Chanqueahue están ubicadas a unos 15 km al suroriente de Rengo. Sus servicios son aprovechados por habitantes locales además de algunos turistas de otros sectores del país que llegan a esta zona. Sus fuentes de agua mineral son extraídas y embotelladas por una empresa internacional con la marca "Vital de Chanqueahue".
Luis Risopatrón lo describe en su Diccionario Jeográfico de Chile de 1924:: 184 
Chanqueahue (Aldea) 34° 25' 70° 46'. Con servicio de correos i escuelas públicas, se encuentra en medio de buenos terrenos de cultivo, en el valle del rio Claro, a 8 ó 9 kilómetros hacia el E del pueblo de Rengo; en una abra vecina se hallan aguas termales, de moderada temperatura. 66, p. 320; 68, p. 80; 101, p. 553; 143, núm. 6; i 156; i caserío en 63, p. 296; aldea Chanquiahue en 155, p. 221; i Chanquiague en 66, p. 235 (Pissis, 1875).